# Liste der Monuments historiques in Gélannes
Die Liste der Monuments historiques in Gélannes führt die Monuments historiques in der französischen Gemeinde Gélannes auf.

## Liste der Objekte
| Bezeichnung                          | Beschreibung          | Standort                           | Kennzeichnung | Schutzstatus | Datum | Bild |
| ------------------------------------ | --------------------- | ---------------------------------- | ------------- | ------------ | ----- | ---- |
| Zwei Fläschchen für die heiligen Öle | Zinn, 17. Jahrhundert | in der Kirche St-Barthélemy (Lage) | PM10000857    | Classé       | 1965  |      |